# 河源江东新区
河源江东新区位于中国广东省河源市城区的东江东岸，由河源市政府在2014年5月20日设立，其管委会为河源市政府的派出机构。江东新区下辖原源城区的城东街道和紫金县的临江镇、古竹镇，总面积434平方公里，常住人口约15万。